# Hans Scholl
Hans Fritz Scholl (n. 22 septembrie 1918, Ingersheim an der Jagst⁠(d), Baden-Württemberg, Germania – d. 22 februarie 1943, München, Bavaria, Germania) a fost, alături de Alexander Schmorell, unul dintre cei doi membri fondatori ai mișcării de rezistență non-violentă Trandafirul Alb din Germania Nazistă.
Frați/Surori: Sophie Scholl, Elisabeth Hartnagel, Inge Scholl, Werner Scholl, Thilde Scholl
Părinți: Robert Scholl, Magdalena Scholl